# 新桥镇 (张家界市)
新桥镇，是中华人民共和国湖南省张家界市永定区下辖的一个乡镇级行政单位。

## 行政区划
新桥镇下辖以下地区：
新桥社区、丁家庄社区、郑家坪村、申家坪村、老木峪村、大峪村、远景村、洞湾村、柏家峪村、贵峪村和五里峪村。